# Abbott and Costello in the Foreign Legion
Abbott and Costello in the Foreign Legion (bra: Abbott & Costello na Legião Estrangeira) é um filme estadunidense de 1950, uma comédia cinematográfica dirigida por Charles Lamont e estrelada por Abbott e Costello.

## Elenco
- Bud Abbott
- Lou Costello
- Patricia Medina
- Walter Slezak
- Douglass Dumbrille
- Leon Belasco
- Marc Lawrence
- William 'Wee Willie" Davis
- Tor Johnson
- Sammy Menacker
- Jack Raymond
- Fred Nurney
- Paulo Fierro
- Henry Corden
- Candy Candido

## Produção
Originalmente marcado para começar a ser filmado em dezembro de 1949, as filmagens foram adiadas quando Costello teve que passar por uma operação para uma vesícula biliar gangrenosa em novembro de 1949. As filmagens começaram em 28 de abril de 1950 e terminaram em 29 de maio de 1950. Apesar de ter um dublê Costello fez sua própria luta no filme, apenas para ser recompensado com uma alça de braço torcida e um tendão esticado.